# Kineska nogometna reprezentacija
Kineska nogometna reprezentacija predstavlja Kinu u nogomet. Svoju prvu utakmicu odigrali su 1913. protiv Filipina. Godine 1931. postali su članica FIFA-e. Najveća pobjeda im je 19:0 protiv reprezentacije Guama 2000., a najveći poraz 8:0 protiv Brazila 2012. godine.
Domaće utakmice igraju na Radničkom Stadionu koji prima 64.000 gledatelja. Najveći uspjeh im je plasman na Svjetskom prvenstvu 2002. godine. Na tom prvenstvu su završili kao posljednji u skupini, bez bodova. Na Azijskom nogometnom prvenstvu najdalje su došli do finala, dva puta (1984. i 2004.), ali su oba puta izgubili. 1984. godine od Saudijske Arabije rezultatom 2:0, a 2004. od Japana rezultatom 3:1.

## Povijest
Reprezentacija je osnovana 1924. godine, a FIFA ih je priznala 1931. godine.

### 1949. – 1978.
Kina je svoju prvu utakmicu odigrava 4. kolovoza 1952. protiv Finske.
U sljedećih skoro 30 godina, Kina uglavnom igra prijateljske utakmice s državama koje su je priznale, kao što su Albanija, Mjanmar, Kambodža, Gvineja, Mađarska, Mongolija, Sjeverna Koreja, Sjeverni Vijetnam, Pakistan, SSSR, Sudan i Ujedinjena Arapska Republika.

### 1978. – 2002.
Kineski nogomet je počeo rasti po popularnosti kasnih 1980-ih kroz uvođenje televizije u kineska kućanstava. Prije toga, najpopularniji sportovi u Kini su bili badminton i stolni tenis. 
Godine 1980., Kina se natječe u kvalifikacijama za SP 1982., ali su izgubili play-off utakmicu protiv Novog Zelanda. Tijekom kvalifikacija za SP 1986., Kina igra s Hong Kongom s kojima se suočavaju u Pekingu u konačnom ogledu prve runde 19. svibnja 1985., gdje je Kina samo trebala izvući remi. Međutim, Hong Kong pobjeđuje 2:1, što je rezultiralo neredima između lokalnih navijača. U kvalifikacijama za Svjetsko prvenstvo 1990., Kina je ponovno dosegla zadnji krug kvalifikacija, ali je izgubila od Katra u završnoj utakmici skupine. Tijekom kvalifikacija za Svjetsko prvenstvo 1994. nisu uspjeli doći do završnog kruga kvalifikacija, završili su drugi, iza Iraka. Kina je na bila na pragu kvalifikacije za Svjetsko prvenstvo 1998., ali je izgubila presudne utakmice kod kuće protiv Katra i Irana. 
Dana 26. siječnja 2000. Kina pobjeđuje Guam 19:0 u kvalifikacijama za Azijsko prvenstvo 2000., što je bio svjetski rekord u međunarodnoj nogometnoj utakmici, u to vrijeme. Rekord je međutim oborio Kuvajt 19 dana kasnije. 
Dana 7. listopada 2001., Kina, pod vodstvom trenera Bore Milutinovića, odlazi na Svjetsko prvenstvo 2002., prvi put. Međutim, nisu uspjeli postići niti jedan gol, izgubivši sve tri utakmice, a eliminirani su u grupi fazi. 

### Novija povijest
U posljednjih nekoliko godina, mnogi su ukazivali na dvije glavne slabosti tima. Unatoč vrlo dobro organiziranoj obrani, momčadi nedostaje dobar napadač i kreativni razigravač, koji također mogu zadržati posjed lopte. Glavna taktika protiv jače momčadi su obrana i kontranapadi, s dugim loptama na usamljenog napadača, koji brzo izgubi loptu zbog nedostatka podrške. U posljednje vrijeme, sve veći broj kineskih igrača seli u Europu da stekne iskustvo u profesionalnom okruženju.
U studenom 2004., momčad nije prošla pretkvalifikacije za SP 2006., izgubili su od Kuvajta na gol-razliku, iako je Kina zabila sedam golova protiv Hong Konga prije toga. Trener Arie Haan je kasnije smijenjen.
U kolovozu 2005., Kina je osvojila istočnoazijsko nogometno prvenstva 2005. Igrali su neodlučeno 1:1 protiv Republike Koreje, ostvarili remi (2:2) protiv Japana i pobjedu 2:0 protiv Sjeverne Koreje. To je bio njihov prvi međunarodni naslov ikad. 
Za vrijeme kvalifikacija za Azijski kup 2007., 2006. godine, tim je postao predmet goleme kritike u medijima i nacionalne sramote, kada je zabio samo jedan gol protiv Singapura kod kuće u Tianjinu, i remizirao s jugoistočnim azijskim gradom-državom u uzvratu. U pripremama za Azijski kup 2007., momčad provodi nekoliko tjedana vodeći do turnira na turneji po Sjedinjenim Državama. Dok poraz od Sjedinjenih Država (4:1) nije bilo neočekivan, poraz od Real Salt Lake tima (1:0), koji završio na dnu MLS lige, izaziva zabrinutost.
Na Azijskom kupu, kineska reprezentacija odigrala je tri utakmice; pobjeda protiv Malezije, remi s Iranom nakon što je vodila 2:1 na poluvremenu, i poraz do Uzbekistana od 3:0. Trenera Zhua je kasnije zamijenio Vladimir Petrović.
U lipnju 2008., Kina ponovno nije uspjela u kvalifikacijama za Svjetsko prvenstvo, izgubivši od Katara i Iraka kod kuće. U travnju 2009, trener Gao Hongboa zamijenio je Yin Tieshenga. 
U veljači 2010., Kina je ponovno osvojila istočnoazijsko nogometno prvenstvo, pod vodstvom svog mladog trenera Gao Hongboa. Kina je završila prvenstvo s jednim remijem i 2 pobjede, uključujući pobjedu od 3:0 nad Republikom Korejom, što je bila njihova prva pobjeda protiv Južne Koreje. Također, Kina je jedina momčad koja je nije primila niti jedan gol na turniru. 
Što se tiče međunarodnih prijateljskih utakmica, zapaženi rezultati bili su 0:0 protiv Brazila (u veljači 2003.), 1:1 remi protiv Njemačke (svibanj 2009.), i pobjeda od 1:0 nad Francuskom 4. lipnja 2010, u Réunionu, zahvaljujući golu Deng Zhuoxianga u 68. minuti.

### Rivali
Tradicionalno, Kini je najveći rival uvijek bio Japan. To je ilustrirano nakon Azijskog kupa 2004. gdje je Japan pobijedio 3:1, kada su izbili neredi od strane kineskih navijača u blizini sjevernih vrata na pekingškom Radničkom Stadionu. Kina je najnoviji turnirski susret s Japanom imala 2010. na Istočnoazijskom nogometnom prvenstvu u Tokiju, gdje su dvije strane remizirale 0:0. Kina je pobijedila na turniru nakon pobjeda na preostale dvije utakmice. 
Još jedno dobro poznato rivalstvo je sa susjedom Južnom Korejom. Kina je odigrala 27 utakmica protiv Koreje između 1978. i 2010., bez pobjede (11 remija i 16 poraza). Mediji su skovali termin "Koreaphobia" kako bi opisali ovaj fenomen, a Kina je zabilježila prvu pobjedu protiv Koreje 10. veljače 2010., kada je pobijedila 3:0 na Istočnoazijskom nogometnom prvenstvu 2010., na kraju došla i do pobjede na turniru.